# Điện Biên Đông
Điện Biên Đông là một huyện miền núi thuộc tỉnh Điện Biên, Việt Nam.

## Địa lý
Huyện Điện Biên Đông nằm ở phía đông nam tỉnh Điện Biên, có vị trí địa lý:
- Phía đông giáp huyện Thuận Châu và huyện Sông Mã, tỉnh Sơn La
- Phía tây giáp thành phố Điện Biên Phủ và huyện Điện Biên
- Phía nam giáp huyện Điện Biên và giáp huyện Sốp Cộp, tỉnh Sơn La
- Phía bắc giáp huyện Mường Ảng.

Huyện Điện Biên Đông có 120.686,25 ha diện tích tự nhiên và dân số năm 2022 là 70.712 người. Huyện lỵ là thị trấn Điện Biên Đông, cách trung tâm thành phố Điện Biên Phủ 51 km.

## Hành chính
Huyện Điện Biên Đông có 14 đơn vị hành chính cấp xã trực thuộc, bao gồm thị trấn Điện Biên Đông (huyện lỵ) và 13 xã: Chiềng Sơ, Háng Lìa, Keo Lôm, Luân Giới, Mường Luân, Na Son, Nong U, Phì Nhừ, Phình Giàng, Pú Hồng, Pu Nhi, Tìa Dình, Xa Dung.
| \| Thị trấn (1) \| \| \| \| \| Điện Biên Đông \| 23,98 \| 3.684 \| 153 \| \| Xã (13) \| \| \| \| \| Chiềng Sơ \| 61,82 \| 6.010 \| 97 \| \| Háng Lìa \| 63,45 \| 2.834 \| 44 \| \| Keo Lôm \| 140,64 \| 7.175 \| 51 \| \| Luân Giới \| 63,25 \| 5.421 \| 85 \| \| Mường Luân \| 61,17 \| 4.564 \| 74 \| \| Na Son \| 66,11 \| 3.976 \| 60 \| \| Nong U \| 73,80 \| 3.591 \| 48 \| \| Phì Nhừ \| 124,88 \| 7.630 \| 61 \| \| Phình Giàng \| 104 \| 4.128 \| 39 \| \| Pú Hồng \| 122,39 \| 5.759 \| 47 \| \| Pu Nhi \| 107,43 \| 5.647 \| 52 \| \| Tìa Dình \| 103,33 \| 3.518 \| 34 \| \| Xa Dung \| 90,62 \| 6.775 \| 74 \| \| Toàn huyện \| 1.206,86 \| 70.712 \| 58 \| |                          |                         |                    |
| Nguồn: Niên giám tỉnh Điện Biên năm 2022 |                          |                         |                    |
| Tên | Diện tích năm 2022 (km²) | Dân số năm 2022 (người) | Mật độ (người/km²) |
| Thị trấn (1) |                          |                         |                    |
| Điện Biên Đông | 23,98                    | 3.684                   | 153                |
| Xã (13) |                          |                         |                    |
| Chiềng Sơ | 61,82                    | 6.010                   | 97                 |
| Háng Lìa | 63,45                    | 2.834                   | 44                 |
| Keo Lôm | 140,64                   | 7.175                   | 51                 |
| Luân Giới | 63,25                    | 5.421                   | 85                 |
| Mường Luân | 61,17                    | 4.564                   | 74                 |
| Na Son | 66,11                    | 3.976                   | 60                 |
| Nong U | 73,80                    | 3.591                   | 48                 |
| Phì Nhừ | 124,88                   | 7.630                   | 61                 |
| Phình Giàng | 104                      | 4.128                   | 39                 |
| Pú Hồng | 122,39                   | 5.759                   | 47                 |
| Pu Nhi | 107,43                   | 5.647                   | 52                 |
| Tìa Dình | 103,33                   | 3.518                   | 34                 |
| Xa Dung | 90,62                    | 6.775                   | 74                 |
| Toàn huyện | 1.206,86                 | 70.712                  | 58                 |

## Lịch sử
Trước năm 1995, địa bàn huyện Điện Biên Đông ngày nay là một phần của huyện Điện Biên.
Ngày 7 tháng 10 năm 1995, Chính phủ ban hành Nghị định số 59-CP về việc thành lập huyện Điện Biên Đông trên cơ sở tách 10 xã: Chiềng Sơ, Háng Lìa, Keo Lôm, Luân Giói, Mường Luân, Na Son, Phì Nhừ, Phình Giang, Pù Nhi, Xa Dung của huyện Điện Biên.
Ngày 6 tháng 6 năm 2005, Chính phủ ban hành Nghị định số 72/2005/NĐ-CP. Theo đó:
- Thành lập xã Nong U trên cơ sở một phần diện tích và nhân khẩu của xã Pu Nhi.
- Thành lập xã Pú Hồng trên cơ sở một phần diện tích và nhân khẩu của xã Phình Giàng.
- Thành lập xã Tìa Dình trên cơ sở một phần diện tích và nhân khẩu của xã Háng Lìa.
- Thành lập thị trấn Điện Biên Đông (thị trấn huyện lỵ huyện Điện Biên Đông) trên cơ sở một phần diện tích và nhân khẩu của xã Na Son.

Huyện Điện Biên Đông có 1 thị trấn và 13 xã như hiện nay.

## Du lịch
- Tháp Mường Luân là di tích kiến trúc nghệ thuật cổ, nằm ở chân núi Hủa Ta (núi Đầu Nguồn) trên bờ dòng Nậm Ma (sông Mã) tại bản Mường Luân 1, xã Mường Luân, huyện Điện Biên Đông [5][6]. Tháp được Nhà nước xếp hạng di tích lịch sử văn hoá cấp I, cấp quốc gia từ năm 1980 [7][8].
- Tháp Chiềng Sơ là một công trình kiến trúc nghệ thuật cổ được xây dựng chừng 400 năm trước, tại bản Nà Muông, xã Chiềng Sơ huyện Điện Biên Đông [9][10]. Tháp Chiềng Sơ được xếp hạng di tích lịch sử cấp quốc gia tại quyết định số1255/QĐ-BVHTTDL ngày 14 tháng 4 năm 2011 [9].
- Hang Mường Tỉnh là hang dạng karst trong núi đá vôi ở bản Trống, xã Xa Dung, huyện Điện Biên Đông. Hang xếp hạng di tích lịch sử cấp quốc gia tại quyết định số 1256/QĐ-BVHTTDL ngày 14/04/2011 [11].